# 杜達-埃普雷尼鄉
46°42′19″N 28°01′54″E / 46.70528°N 28.03167°E
杜達-埃普雷尼鄉（羅馬尼亞語：Comuna Duda-Epureni, Vaslui），是羅馬尼亞的鄉份，位於該國東北部，由瓦斯盧伊縣負責管轄，面積74平方公里，2007年人口4,927，人口密度每平方公里67人，超過九成居民信奉東正教。